# Eugenio Zolli
Eugenio Pio Zolli, nato Israel Anton Zoller (Brody, 17 settembre 1881 – Roma, 2 marzo 1956), è stato un rabbino italiano.
Fu rabbino capo di Roma e in seguito si convertì al cattolicesimo.

## Biografia

### Rabbino capo a Trieste e a Roma
Zolli nacque a Brody, in Galizia (all'epoca una provincia autonoma dell'Impero austro-ungarico, attualmente parte dell'Ucraina), il 17 settembre 1881 da una benestante famiglia ebraica di origine polacca, che si era tuttavia vista ridurre il proprio tenore di vita a causa della confisca della fabbrica del padre ad opera delle autorità russe, in seguito all'annessione della regione da parte della Russia zarista. Nel 1904, all'età di 23 anni, si trasferì a Vienna e da lì, nel 1918, a Trieste, appena passata all'Italia. Divenne rabbino capo nella città giuliana nel 1920, nello stesso periodo in cui insegnava lingua e letteratura ebraica all'Università di Padova. A Trieste conobbe e sposò Emma Majonica, dalla quale ebbe la figlia Myriam. A causa dell'italianizzazione forzata imposta dal regime fascista, una volta ottenuta la cittadinanza italiana, il 3 luglio 1933 dovette italianizzare il suo cognome, divenendo così Israele Zolli e il 31 luglio dello stesso anno si iscrisse al Partito Nazionale Fascista .
Nel 1938, in conseguenza delle leggi razziali fasciste perse la libera docenza di Lingua e letteratura ebraica all'Università.
Nel 1940 divenne rabbino capo di Roma. Durante l'occupazione nazista della capitale a seguito dell'armistizio dell'8 settembre 1943, Zolli si adoperò alacremente per garantire la sicurezza degli ebrei romani, nascondendoli o trasferendoli in zone meno pericolose. Il 27 settembre 1943 il colonnello delle SS Herbert Kappler, capo dei servizi di polizia nella Roma occupata, pretese dalla comunità ebraica capitolina la consegna di 50 chilogrammi d'oro in 24 ore, minacciando la deportazione in Germania in caso di inadempienza. In un tempo tanto breve, la comunità ebraica riuscì a trovarne solo 35. Zolli si sarebbe dunque recato da Pio XII per chiedere aiuto. Questi avrebbe a sua volta dato disposizione che fossero consegnati i 15 kg mancanti, cosa che però non si rese necessaria. Tale azione venne ricordata, terminata l'occupazione, in una solenne celebrazione nel Tempio Maggiore ebraico di Roma nel luglio del 1944, cerimonia che fu radiotrasmessa, per esprimere pubblicamente la riconoscenza della comunità ebraica a Pio XII, per l'aiuto dato loro durante la persecuzione nazista. L'incontro con Pio XII sarebbe stato determinante per la futura conversione al cattolicesimo del rabbino: nel settembre del 1944, infatti, si dimise dalla carica di rabbino capo, senza addurre motivazioni: la comunità ebraica romana lo propose per direttore del Collegio Rabbinico, ma egli rifiutò. Zolli ritenne papa Pacelli così importante per il suo cammino spirituale che, al momento di ricevere il battesimo cattolico nella basilica di Santa Maria degli Angeli, scelse il nome di Eugenio Pio.

### La conversione
Come ricorda la biografa ebrea Judith Cabaud (la quale si sarebbe anch'essa convertita al cristianesimo cattolico anni più tardi), nel settembre del 1944, durante la celebrazione dello Yom Kippur in sinagoga, Zolli avrebbe avuto una visione di Gesù, in seguito alla quale, il 13 settembre 1945, si convertì al cattolicesimo. Anche la moglie e la figlia si convertirono: Emma aggiunse al proprio nome quello di Maria, mentre la conversione e il successivo battesimo di Myriam giunsero un anno più tardi.
La notizia si diffuse rapidamente e le reazioni non mancarono: il settimanale ebraico uscì stampato listato a lutto; alle perplessità sorte nell'ambito della comunità ebraica di Roma in seguito alla conversione del suo ex rabbino capo, si aggiunse un'offerta in denaro, da parte di ebrei americani, purché ritornasse all'ebraismo (offerta che Zolli rifiutò). Non mancò chi ipotizzò che la sua conversione fosse frutto della riconoscenza verso Pio XII, ma Zolli ribadì sempre che il percorso verso il cattolicesimo era maturato negli anni precedenti, con lo studio delle Scritture e con la meditazione.
Nel 1945 pubblicò presso l'editrice AVE di Roma il libro Antisemitismo e nel 1946, per gli stessi tipi, Christus, che come disse egli stesso, fu scritto «più con le lacrime che con inchiostro».
Insegnò all'Università "La Sapienza" e al Pontificio Istituto Biblico, concentrandosi in particolare sui rapporti fra ebraismo e cristianesimo: proprio dallo studio del libro di Isaia e dalle profezie ivi contenute avevano avuto inizio le riflessioni che lo portarono alla conversione dall'ebraismo al cristianesimo. Nel 1953 si recò all'Università Notre Dame dell'Indiana (USA), dove tenne una serie di conferenze e pubblicò la sua autobiografia Before the dawn (Prima dell'alba).
Morì il 2 marzo 1956 (il giorno dell'80º compleanno di Pio XII) e fu sepolto nel Cimitero romano di Campo Verano.
Dagli altri cristiani Zolli viene spesso menzionato come un ebreo osservante che è riuscito a trovare Cristo, mentre alcuni studiosi ebrei sostengono che Zolli si era convertito solo perché la comunità ebraica di Roma l'aveva ostracizzato dopo la shoah.

## Opere
- Israel. Studi storico-religiosi, 1935.
- Il Nazareno, 1938.
- Antisemitismo, AVE 1945.
- Christus, AVE 1946.
- Il Salterio. Nuova traduzione e commento, 1951.
- L'Ebraismo, 1953.
- Da Eva a Maria, 1953.
- I Salmi, documenti di vita vissuta, 1953.
- Before the dawn, riflessioni autobiografiche, 1954.
- Guida all'Antico e Nuovo Testamento, 1956.
- La Confessione e il Dramma di Pietro, 1964.
- Prima dell'alba (autobiografia). Edizioni San Paolo 2004.